# Johann Heinrich Lutterloh

Verordnung Herzog Karls I. zur Errichtung eines Leihhauses in Braunschweig (9. März 1765)

Johann Heinrich Lutterloh (* 1723; † 6. Februar 1784 in Braunschweig) war ein deutscher Kommissionsrat, Hofrat und Leihhausdirektor. Er war von 1765 bis 1784 erster Direktor des Herzoglichen Leyhauses in Braunschweig.

## Leben
Johann Heinrich Lutterloh wurde 1723 in eine Braunschweiger Beamten- und Pfarrersfamilie geboren. Im Jahr 1765 wurde er zum ersten Direktor des durch Herzog Karl I. neu gegründeten Herzoglichen Leyhauses ernannt.
Leihhausdirektor
Die Gründung von Leihhäusern diente der Verbesserung der Kreditmöglichkeiten und war ein Mittel der merkantilistischen Wirtschaftsförderung. Im Fürstentum Braunschweig-Wolfenbüttel scheiterten derartige Pläne des Geheimen Rates für Wolfenbüttel (1749) und Helmstedt (1744) allerdings bereits in der Planungsphase. Die erste wirkliche Leihhauskasse des Fürstentums wurde 1754 in Holzminden auf Grundlage einer herzoglichen Verordnung gegründet. Überlegungen zur Einrichtung eines Leihhauses in Braunschweig gehen auf die Jahre 1720/1723 zurück, wobei die Planung 1746 begann und die Umsetzung mit dem Umbau eines Hauses an der Jakobstraße im Jahr 1763 weitgehend abgeschlossen war. Das Fürstliche Leihhaus wurde mit der Verordnung vom 9. März 1765 zu mehrerer Aufnahme des Nahrungsstandes und nützlicher Gewerbe gegründet. Es war zur Annahme von Spargeldern verpflichtet und lieh Geld auf Mobilia und Immobilia sowie auf Grundstückshypotheken. Die Leitung des Leihhauses sollte gemäß der Verordnung in den Händen einer Kommission liegen, tatsächlich wurde es aber zunächst allein von Lutterloh geführt. Das Leihhaus musste seine Arbeit ohne Eigenkapital durchführen, allerdings waren die Umbaukosten für das Gebäude von der Kammer vorgestreckt worden. Im Jahr 1772 berichtete Lutterloh, dass bereits ein Eigenkapital von 15.000 Talern erwirtschaftet wurde. Eine Liste der zur Versteigerung anstehenden Pfänder aus diesem Jahr zeigt, dass das Leyhaus damals als „Bank“ des „kleinen Mannes“ gelten konnte. Als Leihhausdirektor war er bis zu seinem Tod 1784 tätig.
Weitere Lebensstationen

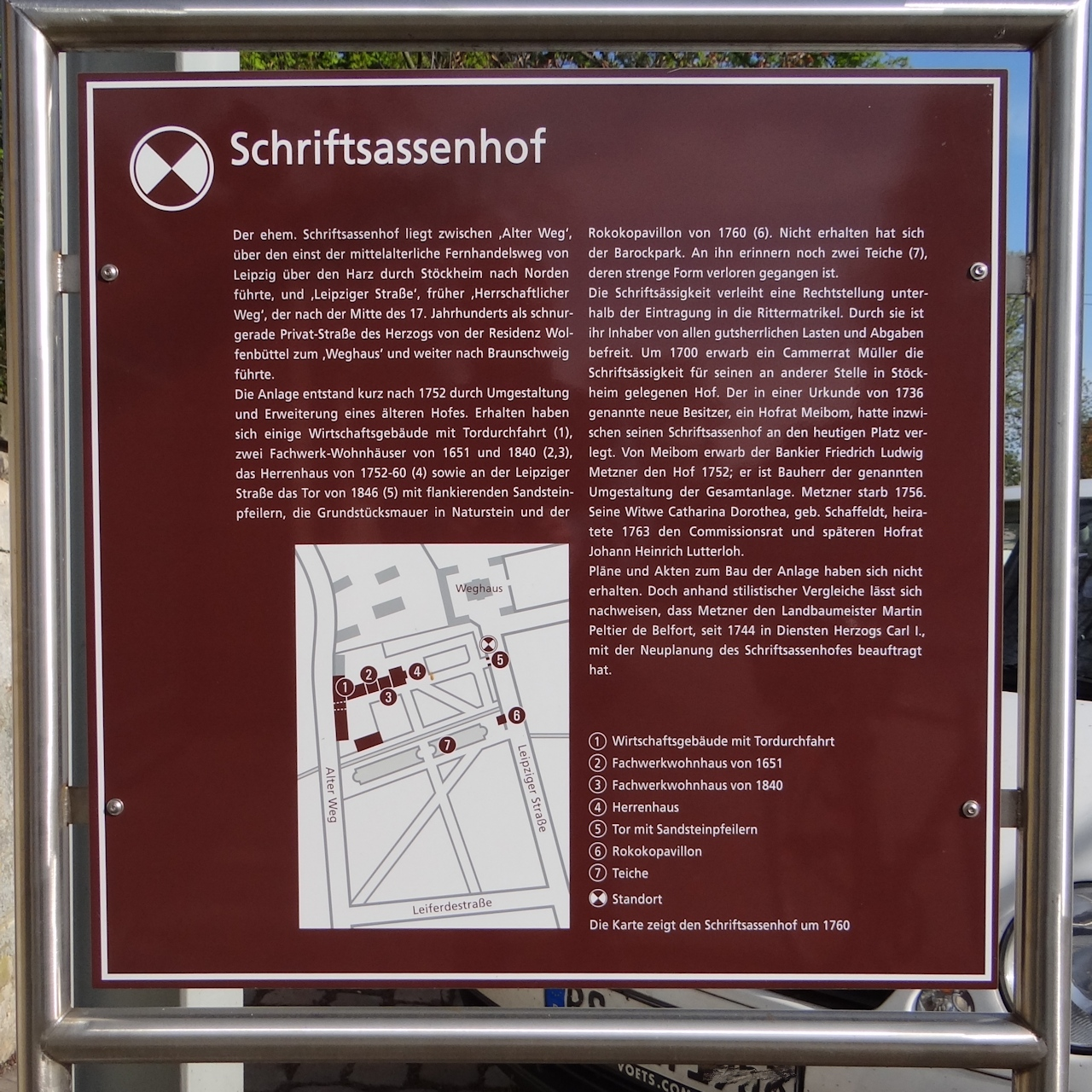
Hinweistafel auf den Schriftsassenhof in Stöckheim mit der Nennung der Eigentümer

Bereits vor seiner Zeit als Leihhausdirektor war er im Hofstaat im Range eines Hauptmanns aktiv und 1758 für den Neubau der Straßenbrücke in Rüningen über den Landwehrkanal zuständig. 
Im Jahr 1769 übernahm Lutterloh weitere Aufgaben wie beispielsweise die Untersuchung der Ursachen einer Überschwemmung in Rüningen und Leiferde. 1773 wurde er zum Hofrat ernannt. Von 1773 bis zu seinem Tod war er auch Direktor der Waisenhaus-Lotterien.
Am 5. Mai 1763 heiratete er die Witwe des Bankdirektors Friedrich Ludwig Metzner, für die es bereits die dritte Ehe war. Sie brachte einen beträchtlichen Besitz in die Ehe, so den Stöckheimer Schriftsassenhof. Der Neubau des dort gelegenen Herrenhauses und Rokokopavillons erfolgte vermutlich durch ihn oder seinen Vorgänger.
Lutterloh starb im Februar 1784 im Alter von 60 oder 61 Jahren in Braunschweig.